# Tullio Carminati
Tullio Carminati dei conti Brambilla (* 21. Dezember 1891 in Zadar, Österreich-Ungarn; † 25. Februar 1971 in Rom) war ein italienischer Schauspieler.

## Leben
Carminati verbrachte seine Kindheit und Jugend in Dalmatien und debütierte als Schauspieler 1911 in der Formation von Alfredo De Sanctis. Bereits im Jahr darauf war er bei Ermete Novelli unter Vertrag, wo der stattlich wirkende, elegante, attraktive Darsteller zum jugendlichen Helden reifte, welche Rolle er bei den anschließenden Engagements bei der „Compagnia Stabile del Teatro Manzoni“ neben Tina Di Lorenzo und Armando Falconi unter der Leitung von Marco Praga ausfüllte. 1921 spielte er zunächst mit Alda Borelli und dann mit Eleonora Duse in deren Kompagnie. Weitere Aufführungen folgten mit Teresa Franchini (1923) und Lina Tricerri (1925).
1912 spielte Carminati seine erste Filmrolle; für die Turiner Savoia Film unter Regisseur Alfredo De Antoni war er in Il bacio di Margherita da Cortona zu sehen. Ein zweijähriger Vertrag mit Arturo Ambrosio folgte, und Carminati trat für Produktionen der „Monopol“ und der „Tiber“ vor die Kameras. Kultiviert und sentimental waren seine Interpretationen in Filmen von Carlo Campogalliani, Giuseppe Pinto und Augusto Genina.
1924 ging Carminati zunächst nach Deutschland, 1926 in die Vereinigten Staaten, wo der perfekt Englisch sprechende Darsteller bis 1934 auf der Bühne (als „Latin Lover“) und im Film zu sehen war. Nach einer kurzen Rückkehr nach Italien hielt er sich 1937/38 in England auf. Mit dem Ende des Zweiten Weltkrieges lebte er wieder und endgültig in seinem Heimatland, wo er seine Bühnenlaufbahn wieder aufnahm und im Kino regelmäßig in weiteren Filmen, oftmals Koproduktionen mit englischsprachigen Ländern, auftrat. Aus seinen Theaterarbeiten ragen dabei die thematisch verwandten Rollen unter Roberto Rossellini in Giovanna d'Arco al rogo im „Teatro San Carlo“ in Neapel 1953 (ein Jahr später auch als Film) und George Bernhard Shaws Die heilige Johanna unter Franco Enriquez zwei Jahre später heraus. Einige Prestigeproduktionen Hollywoods runden sein Filmschaffen ab.

## Filmografie (Auswahl)
- 1912: Il bacio di Margherita da Cortona
- 1917: La femme abondonnée
- 1924: Mensch gegen Mensch
- 1927: Scheidung vor der Ehe (Honeymoon Hate)
- 1928: Das zweite Leben (Three Sinners)
- 1934: Das leuchtende Ziel (One Night of Love)
- 1935: Leise kommt das Glück zu Dir (Let’s Live Tonight)
- 1946: Rom in Flammen (L'apocalisse)
- 1948: Die Kartause von Parma (La Chartreuse de Parme)
- 1950: Der Pakt mit dem Teufel (La Beauté du diable)
- 1952: Vom Landpfarrer zum Papst (Gli uomini no guardo il cielo)
- 1953: Ein Herz und eine Krone (Roman Holiday)
- 1956: Krieg und Frieden (War and Peace)
- 1957: Io, Caterina
- 1960: Prinzessin Olympia (Olimpia)
- 1963: Der Kardinal (The Cardinal)